# Krisztina Tóth
Krisztina Tóth (Budapest, 5 de diciembre de 1967) es una escritora, traductora y vidriera húngara. Es  miembro de la Society of Fine Writers.

## Trayectoria
Nació el 5 de diciembre de 1967 en Budapest. Su madre era orfebre y su abuelo artista gráfico. Fue a la escuela primaria de la calle Szív, en el distrito sexto, donde se enseñaba francés desde el primer nivel escolar. Comenzó a publicar cuando iba a la escuela secundaria. En 1985, ganó el Concurso de Escritores y Poetas Estudiantiles de Sárvár en la categoría de poesía y a continuación se incorporó al taller literario del que formaban parte István Kemény e István Vörös. Entre 1982 y 1986, se formó en escultura en la Escuela Secundaria de Bellas Artes y Artes Aplicadas y comenzó a trabajar como becaria en el Museo Nacional durante un año. Después, estudió literatura húngara en la Facultad de Arte de la Universidad Eötvös Loránd.
Su primer libro, Őszi kabátlobogás (Abrigo que flamea) se publicó en 1989 y recibió en 1990 la Medalla Conmemorativa Radnóti Miklós. Le siguieron Az árnyékember (El hombre de sombra) y otros.
En 1990, interrumpió sus estudios y se fue a París, donde vivió de trabajos esporádicos. Un año más tarde, obtuvo una beca Tempus y permaneció un año más en la capital francesa. Durante la beca, hizo traducciones y estableció contactos personales con poetas franceses. Tuvo como mentores a Alain Bosquet, Lionel Ray y Pierre Oster. Regresó a casa en 1992 para completar sus estudios y obtuvo el título de profesora. De 1994 a 1998, trabajó en el Instituto Francés de Budapest, donde organizó exposiciones de arte contemporáneo.
En 1998 tuvo a su hijo Marcell y dejó su trabajo. Desde entonces, trabaja como autónoma y vive de sus libros. Comenzó a escribir libros para niños después del nacimiento de su hijo.
Tras el divorcio de su primer matrimonio, vivió durante años de la elaboración de vidrieras, afición que siempre ha mantenido. Se casó nuevamente en 2010, con el abogado y filósofo László Perecz con quien tiene a su hija.
Escribe poesía, prosa, teatro y libros infantiles. Sus obras se han traducido a más de diez idiomas como alemán, francés, polaco, finlandés, sueco, checo y español, entre otros. La novela, Aquarium, figuró en la lista de finalistas del premio alemán Internationaler Literaturpreis, en 2015. Su poesía ha sido incluida en varias antologías. Ha publicado numerosos artículos en la publicación húngara Nők Lapjában (Revista de la mujer).
De su estilo se dice que es una observadora meticulosa y precisa que describe minuciosamente situaciones cotidianas que pueden llegar a ser tensas  pero que resuelve con un humor agridulce. En sus libros infantiles, suele tratar de manera desenfadada temas tabú poco habituales en este tipo de literatura como el cáncer en Az Anyát megoperálták (Mamá ha sido operada), cómo mantener alejados los gérmenes causantes de infecciones infantiles en Orrfújós (Sonarse la nariz), mientras que A lány, aki nem beszélt (La niña que no hablaba) se inspiró en la historia de adopción de su propia hija.
En febrero de 2020, a raíz de una entrevista en la revista en línea Könvyes Magazin, en la que se le preguntaba qué lecturas obligatorias suprimiría ella del programa educativo, comenzó a recibir el ataque de medios de comunicación conservadores que descontextualizaron sus palabras, recibió mensajes amenazantes en su web, heces en el buzón, empujones en la calle, se vio obligada a recluirse en su casa y a cambiar de colegio a su hija de ocho años que también fue atacada por estos medios. La respuesta que produjo estos ataques fue que suprimiría el libro de Mór Jókai, Un hombre de oro, porque considera que ofrece una imagen de las mujeres difícil de explicar a los adolescentes del siglo XXI. Considera que en los libros escolares solo se atribuye a las mujeres valores como el sacrificio o la capacidad de cocinar y no la autonomía, la inteligencia o la creatividad.

## Reconocimientos
Ha recibido numerosos premios nacionales, alguno de ellos son:
En 1989 recibió por su poemario de adolescencia, Őszi kabátlobogás, el Premio Radnóti, que se concede a poetas, profesores y promotores literarios que forman a poetas aficionados. Está fundado por el Comité Conmemorativo y Sociedad Literaria Radnóti Miklós, con sede en Győr, cuyos objetivos son preservar la memoria del poeta y promocionar y popularizar la poesía húngara contemporánea.
En 1996, recibió el Premio Tibor Dery, que se concede anualmente a aquella autora o autor que haya contribuido de forma destacada al cultivo de la literatura húngara.
En 1996, por cuatro poemas cortos publicados en el número de septiembre de 1995 de la revista Holmi, fue galardonada con el Premio Robert Graves, que fue un premio establecido con el apoyo financiero del poeta inglés Robert Graves para reconocer un poema o libro de poemas húngaro cada año.
En el año 2000, fue reconocida con el premio József Attila, uno de los premios profesionales más importantes de la literatura húngara que concede el ministro de Cultura tras escuchar la opinión de las organizaciones profesionales del sector.
Al año siguiente, por el poemario Porhó publicado por Magvető, fue galardonada con el Premio István Vas, cuyo objetivo es llamar la atención sobre los poetas que han aportado mucho pero que aún no han recibido un gran reconocimiento profesional. Ese mismo año, Porhó también recibió el premio Paladio, que se concede a los logros más destacados en literatura, ciencia y artes visuales del año anterior.
También ha recibido premios por su trabajo periodístico como el que se concede todos los años en memoria de Bertha Bulcsu, que se concede a artículos sobre el lago Balaton y su región y le fue entregado en 2007.
El mismo año, fue reconocida con el premio Sándor Márai, un galardón estatal de periodicidad anual, que tiene una dotación económica de 650.000 HUF y se entrega el 22 de enero, Día de la Cultura Húngara. Es uno de los premios profesionales más importantes de la literatura húngara.
En 2008, su poema Todos los países del mundo fue galardonado con el Premio Salvatore Quasimodo. En 2009 obtuvo otro de sus premios estatales, el Magyar Köztársaság Babérkoszorúja díj (premio Corona de Laurel de la República de Hungría) por su labor como poeta, escritora y traductora.
En 2010, obtuvo la beca Solitude, que es un programa de intercambio literario conjunto de la Akademie Schloss Solitude de Stuttgart y el Círculo József Attila, en cuyo marco dos jóvenes artistas de Hungría y un joven artista de la Akademie Schloss Solitude de Stuttgart viajan tres meses a Budapest y otros tres meses a Stuttgart con una beca de creación. También recibió ese mismo año dos premios, uno como escritora, el premio de Literatura Artisjus que concede la Oficina Húngara de Derechos de Autor basándose en las recomendaciones de los jurados profesionales nombrados por el Consejo Ejecutivo de la Asociación, a los artistas que hayan contribuido con gran calidad al cultivo de varias disciplinas, entre ellas, la literatura. El otro premio lo recibió como articulista, concedido por la revista Bárka de Békéscsaba por sus significativas publicaciones durante el año anterior. Recibió otro premio otorgado por una revista en 2014, el Premio Alföld, fundado en la década de los sesenta del siglo XX por la revista literaria del mismo nombre.
En 2020, fue una de las cinco personas consideradas merecedoras de la Beca Literaria Erzsébetváros creada ese mismo año por el Comité de Cultura, Cultura y Asuntos Sociales del Distrito Erzsébetváros, el Distrito VII de Budapest, que reconoce las aportaciones de estas personas al fortalecimiento de la vida cultural del distrito.

## Obra traducida al castellano
Dos de sus obras están traducidas al castellano:
- 2010 - Código de barras lineal. El Nadir Tres SL. ISBN 978-84-92890-06-4
- 2016 - El sueño de la amante. Olifante Ediciones de Poesía ISBN 978-84-92942-91-6